# Jean Vergès
Pour les articles homonymes, voir Vergès.
Jean Vergès, né le 11 avril 1934 à Perpignan (Pyrénées-Orientales) où il meurt le 7 août 2024, est un joueur français de rugby à XIII, membre de l’équipe de France.

## Biographie
Formé au XIII Catalan où il évolue en équipe première à l'âge de 17 ans, Jean Vergès joue ensuite à Montpellier puis au Toulouse olympique XIII. International, il participe à la tournée de l'équipe de France en 1960 en Australie et en Nouvelle-Zélande.
À l'issue de sa carrière de joueur, il devient un entraîneur reconnu au XIII Catalan, Saint-Estève et Pia.
Il décède le 7 août 2024 à Perpignan.